# Bruno Henze

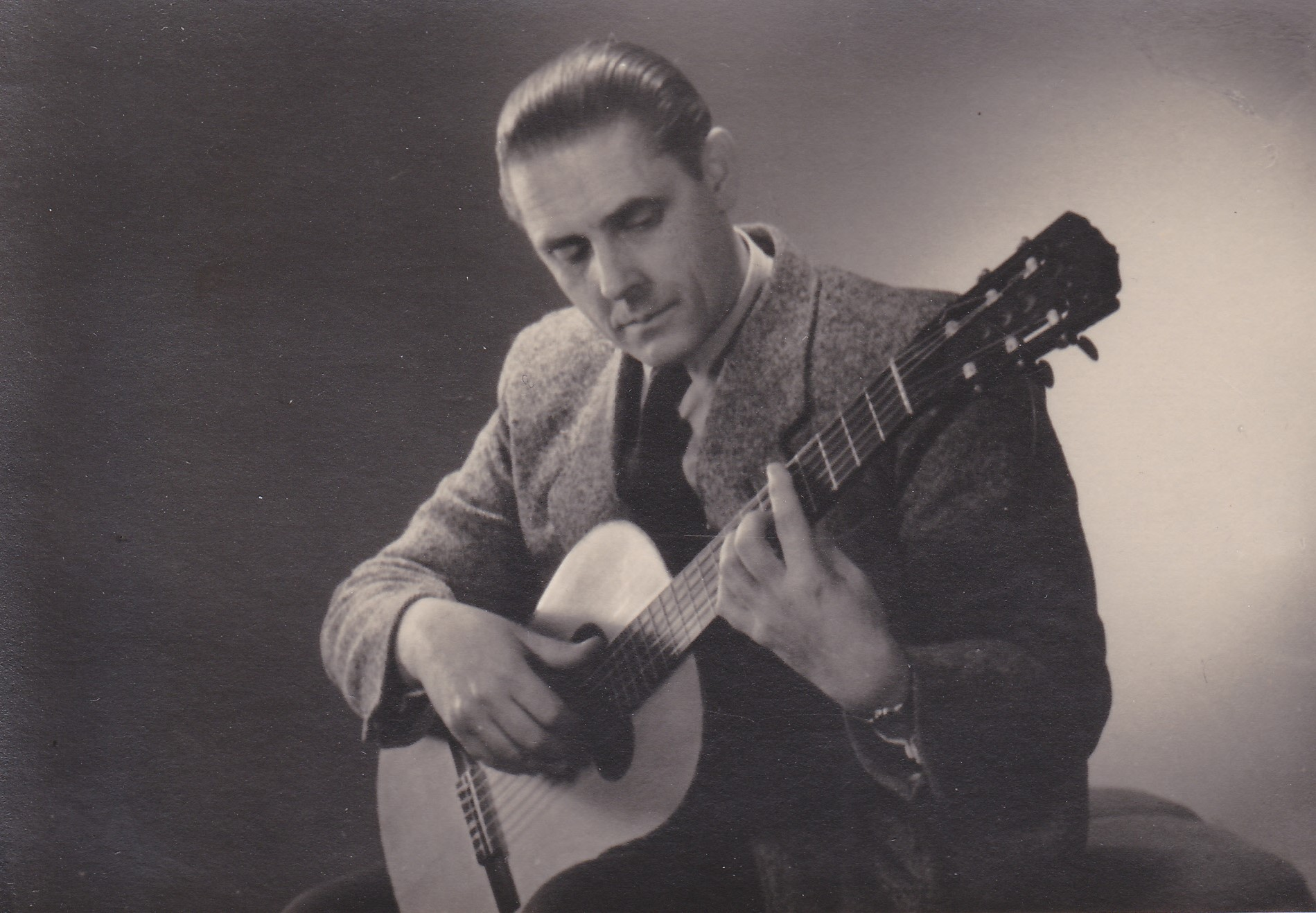
Bruno Henze um 1950 mit Gitarre von Celestino Méndez

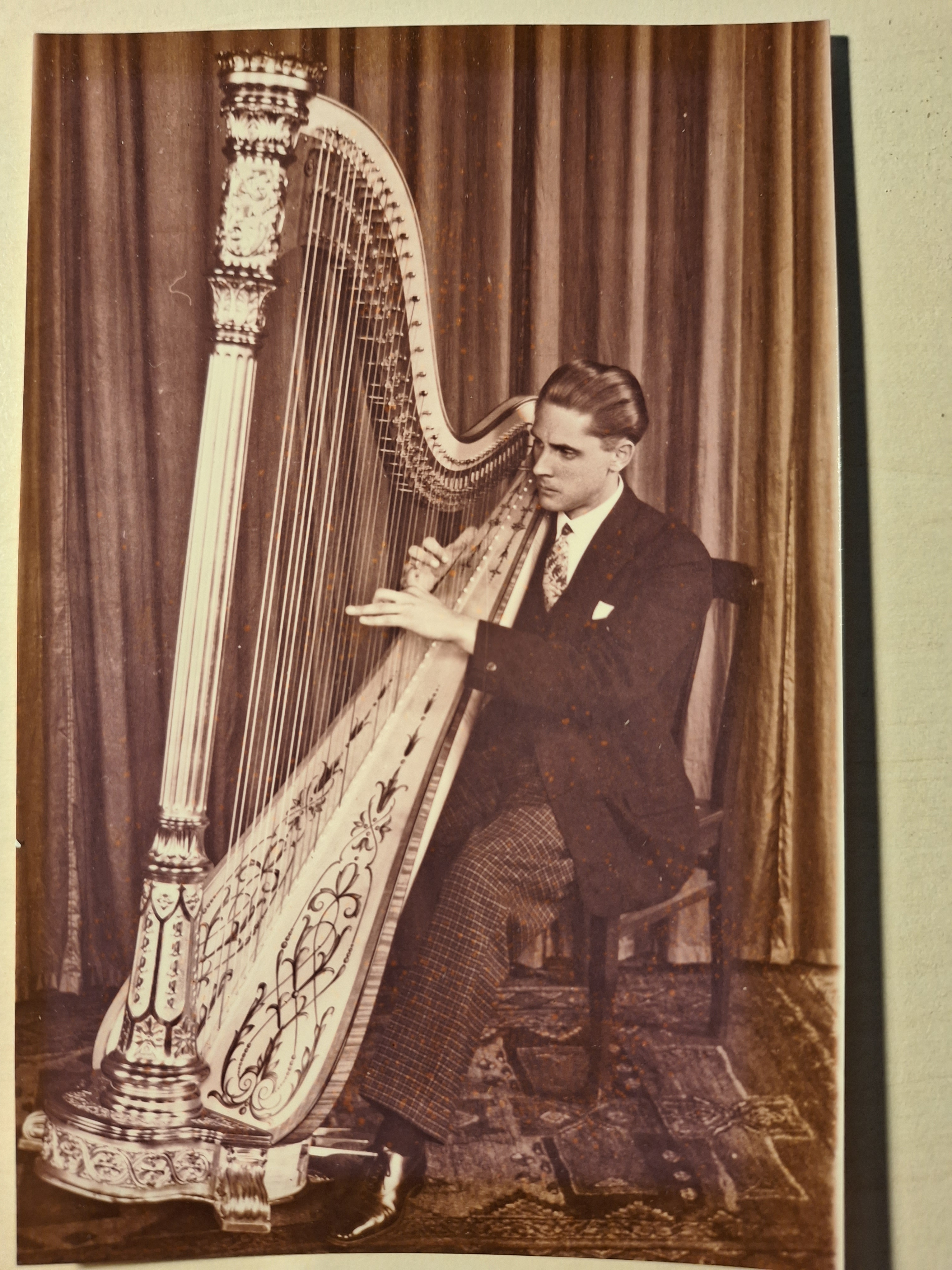
Bruno Henze (um 1923) mit Obermayer-Harfe

Bruno Henze 1953 und 1975 mit Gitarre von Adolf Meinel

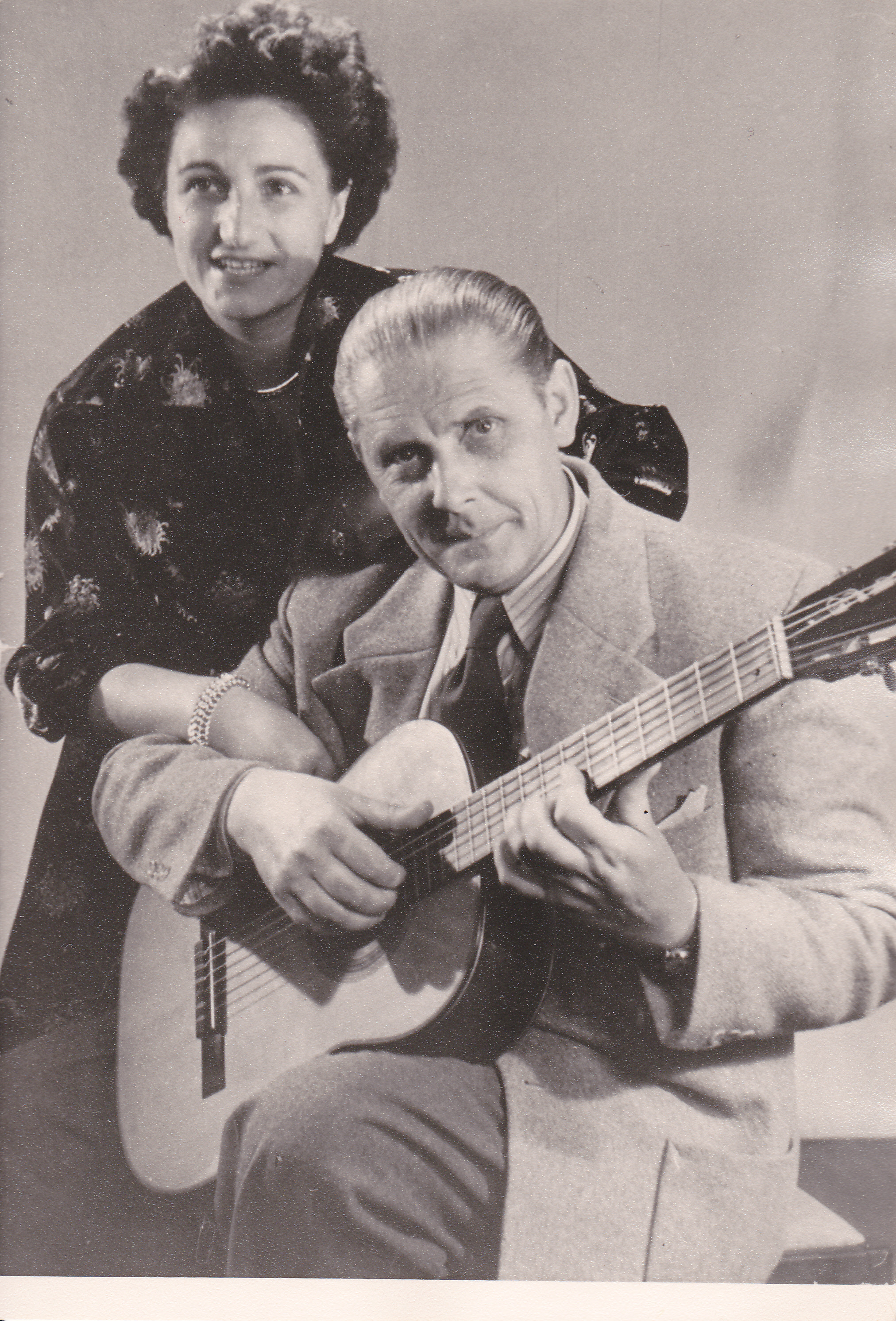
Else Goguel und Bruno Henze (1953) mit Gitarre von Adolf Meinel

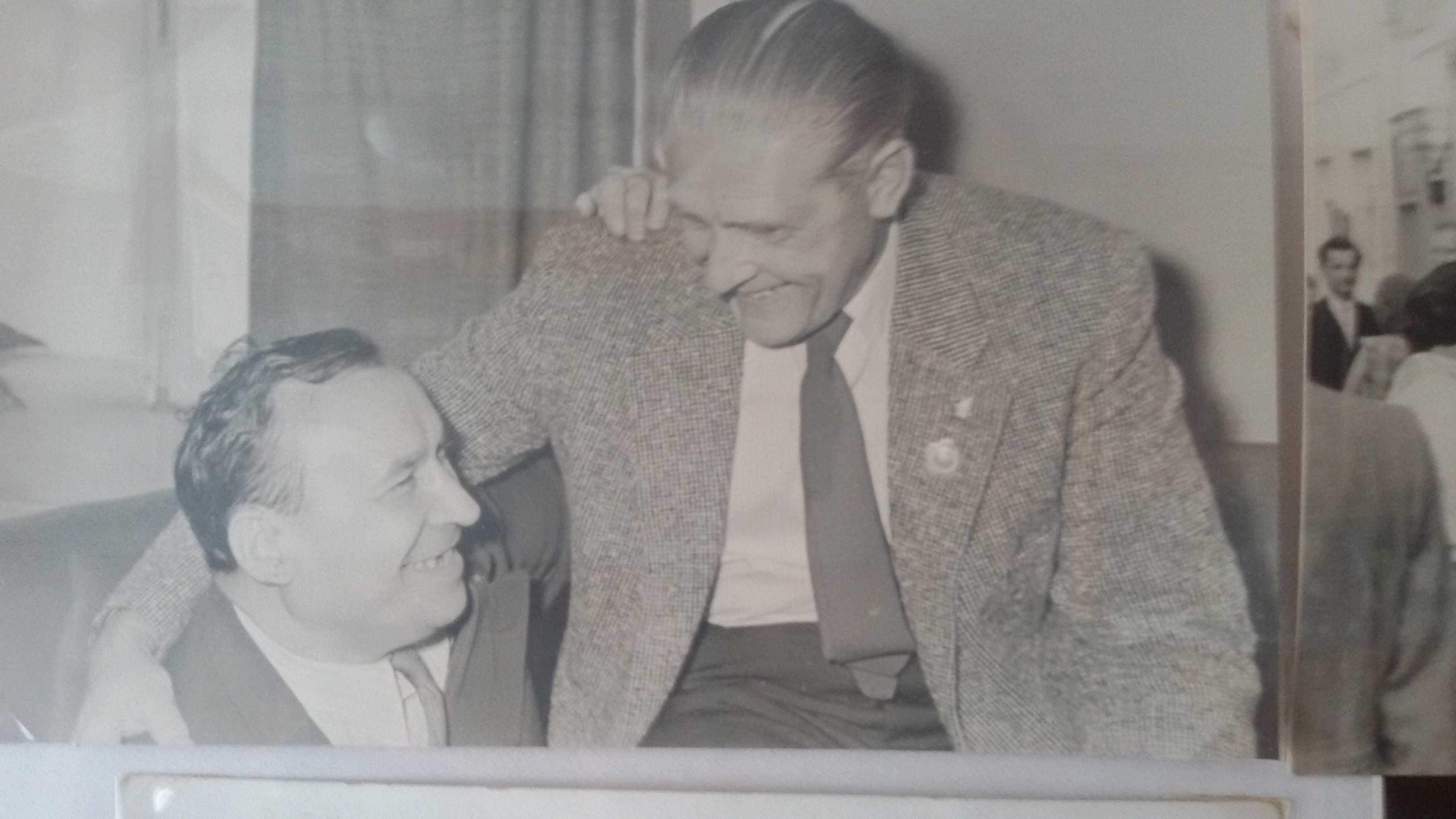
Bruno Henze mit Alexander Iwanow-Kramskoi in Moskau 1957

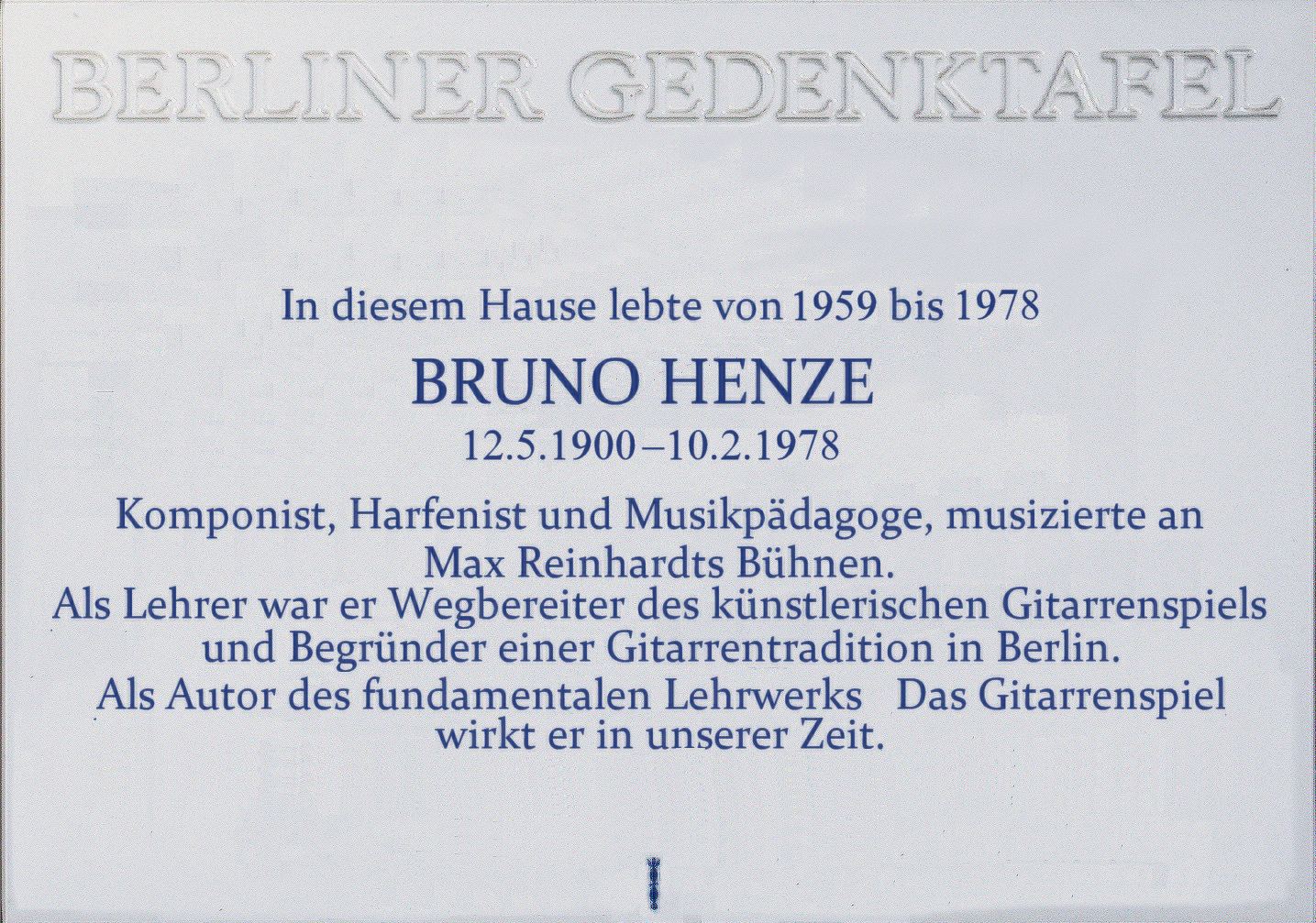
Berliner Gedenktafel für Bruno Henze in der Yorckstraße 63; enthüllt am 12. Mai 1991 vom Kreuzberger Bezirksbürgermeister Günter König, unter Teilnahme von Else Goguel, der Lebensgefährtin von Bruno Henze

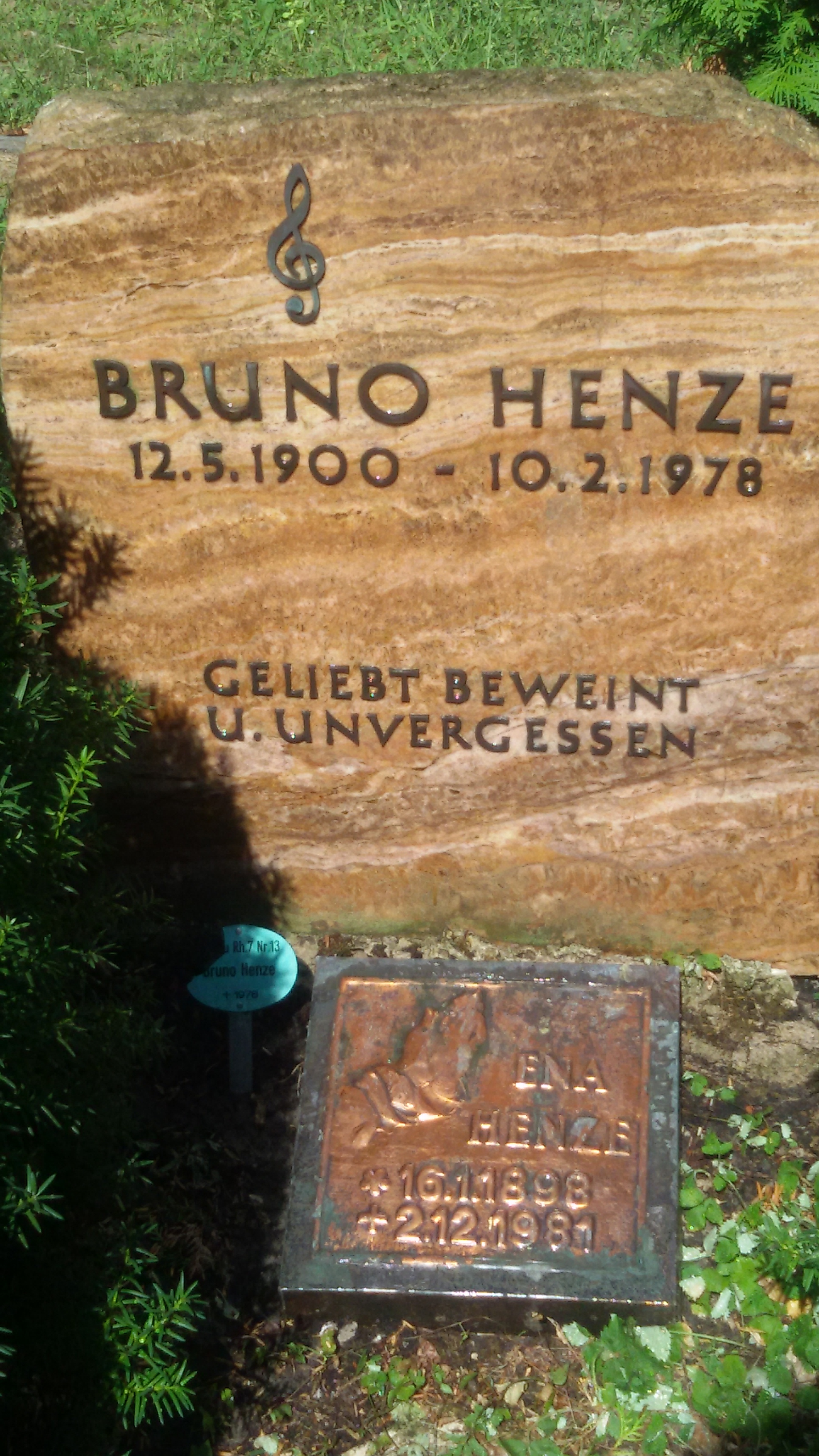
Grabstein von Bruno Henze

Bruno Karl Ludwig Henze (* 12. Mai 1900 in Berlin; † 10. Februar 1978 ebenda) war ein deutscher Gitarrist, Harfenist, Komponist, Dirigent und Musikpädagoge. Er gilt als Begründer der Berliner Gitarrenschule.

## Leben und Wirken
Bruno Henze war das einzige Kind des Gitarristen Carl Henze (1872–1946) und der Mandolinistin Helene Henze, geborene Baars (* 31. Dezember 1875 in Berlin; † 25. Dezember 1942 in Potsdam). Von 1912 bis 1916 lernte er Gitarre bei seinem Vater und ab 1914 Komposition und Klavier bei Bruno Schrader, einem Schüler von Franz Liszt, sowie ab 1920 Harfe bei Anna Hopf-Geidel von der Berliner Staatsoper. Im Jahr 1923 begann er das Studium der Musik an der staatlichen Hochschule für Musik in Berlin. 1926 beendete er sein Studium der Harfe bei Max Saal, des Klaviers bei Valeska Burgstaller sowie der Komposition bzw. Theorie bei Friedrich Ernst Koch und bei Paul Juon an der Hochschule für Musik Berlin-Charlottenburg.
Seit 1913 spielte er im Duo mit seinem Vater und mit fünfzehn Jahren gab er seinen ersten Gitarrenunterricht, denn er übernahm ab dem 1. Oktober 1915 die Gitarrenklasse seines Vaters aus, als dieser Soldat im Ersten Weltkrieg war. Später lehrte er am Klindworth-Scharwenka-Konservatorium in Berlin. Er gründete 1920 das Henze-Quartett und zusammen mit dem Geiger August Heinrich Bruinier das Altdeutsche Kammerquartett. Bis 1924 brachten sie etwa 200 Kammermusikwerke für Gitarre in Verbindung mit Violine, Viola, Violoncello, Flöte und Fagott zur Aufführung. In der Weimarer Republik war er als Harfenist und Gitarrist bei den Berliner Philharmonikern unter Arthur Nikisch, Wilhelm Furtwängler und Sergiu Celibidache, an der Staatsoper Unter den Linden und am Deutschen Theater Berlin bei Max Reinhardt beschäftigt, nachdem er 1926–1932 als Harfenist an den städtischen Bühnen von Rudolstadt (Volontärstelle), Nordhausen, Köln-Deutz und Bad Oeynhausen gewirkt hatte. Auf dem fünftägigen Musikfest Neue Musik Berlin 1930 spielte er zusammen mit Erich Bürger und Willi Schlinske unter anderem das Rondo von Paul Hindemith für drei Primgitarren als Uraufführung im Juni 1930 in Berlin; Henze spielte auf einer Gélas-Gitarre von Heinrich Albert. Ab 1932 bildete Bruno Henze (Quintbassgitarre, Arrangements) zusammen mit Erich Bürger (Primgitarre), Willi Schlinske (1. Terzgitarre) und Gerhard Tucholski (2. Terzgitarre) das Berliner Gitarrenquartett. Von 1949 bis 1953 nannten sie sich dann Berliner Gitarrentrio, ohne Tucholski. Beide Formationen wurden bekannt durch Konzerte und Rundfunkaufnahmen. Ebenso gründete er 1932 das Berliner Kammer-Mandolinenorchester (mit Erna Henze, Anneliese Schlüter, Erich Bürger u. a.), das als einziges Berufs-Mandolinenorchester Deutschlands galt. Zum 1. Mai 1933 war er der NSDAP beigetreten (Mitgliedsnummer 3.052.634) und leitete ab 1935 nebenbei noch das Mandolinenorchester der Kraft durch Freude. Bruno Henze ist als Musiker auch kurz in einigen UFA-Filmen zu sehen, z. B. im Walzerkrieg als Harfenist an der Seite von Adolf Wohlbrück und Willy Fritsch. 1934–1945 wirkte er als Harfenist und Gitarrist am Reichstheater am Nollendorfplatz. Im Laufe des Zweiten Weltkrieges sind Konzerte und Aufnahmen immer seltener geworden, die letzten bekannten Tondokumente des Berliner Kammer-Mandolinenorchesters stammen vom März 1943. Dann wurde er zum Kriegsdienst eingezogen und erst 1946 aus der Gefangenschaft entlassen.
Nachdem Bruno Henze bei seiner Rückkunft in Berlin 1946 sofort seine wertvolle Obermayer-Harfe unversehrt zurückerhielt, die ein Freund im Keller des Roten Rathauses vor Zugriffen versteckt hatte, wurde er 1946–1952 als Harfenist des Friedrichstadt-Palastes eingestellt. Er gründete 1949 das Berliner Mandolinenquartett (mit Felix Kunstheim, Erna Henze, Willi Schinske, Erich Bürger) und das Berliner Zupforchester (mit Erich Aust, Felix Kunstheim, Erna Henze, Anneliese Schlüter, Erich Bürger u. a.), das etwa bis 1954 regelmäßig auftrat. 1953 war er für ein knappes Jahr Leiter der Volksinstrumentengruppe des Staatlichen Volkskunstensembles der DDR in Berlin-Köpenick. Hier bekam er u. a. Else Goguel (1924–2017) als Schülerin zugeteilt, die Gitarristin und Sängerin in diesem Ensemble war – und schon ein Jahr später wurde sie seine Lebensgefährtin. Von 1954 bis 1978 unterrichtete er Gitarre an der Musikschule Berlin-Wedding. Mit seiner Gitarrenklasse nahm er auch am 20. Internationalen Gitarristen-Kongress teil, der vom 2. bis 15. November 1958 in Berlin veranstaltet wurde. 1955 gründete er an der Weddinger Volksmusikschule einen Gitarrenchor, den er bis 1978 dirigierte. Mit dem aus 15–20 Gitarristen bestehenden Gitarrenchor führte er erstmals 1965 Johann Sebastian Bachs 3. Brandenburgisches Konzert mit Oktav-, Terz-, Prim- und Quintbassgitarren auf. Dieser Gitarrenchor bekam unter seinem neuen Leiter Christian Bänsch den Namen Gitarrenchor Wedding (1983–2003) und ist als Gitarrenensemble Bruno Henze bis in die Gegenwart aktiv an der Kirchengemeinde Alt-Tegel. Als Juror war Henze 1957 auf Einladung von Alexander Iwanow-Kramskoi bei dem Gitarrenwettbewerb tätig, der im Rahmen der Weltfestspiele der Jugend und Studenten in Moskau ausgetragen wurde.
Im Jahr 1953 komponierte er als Auftragswerk seiner Heimatstadt den Liederzyklus Berliner Bilder, der im Berliner Rundfunk ausgestrahlt wurde. Außerdem schuf er mehr als 180 Kompositionen, insbesondere für Sologitarre, zwei Gitarren und drei Gitarren. Er arrangierte rund 1000 Stücke, darunter die neun Suiten von Ludovico Roncalli sowie Werke von Esaias Reusner dem Jüngeren, Joseph Haydn, Wolfgang Amadeus Mozart, Georg Friedrich Händel und Georg Philipp Telemann. Nach dem Zweiten Weltkrieg wurde er leitender Herausgeber für Gitarrenmusik beim Friedrich Hofmeister Musikverlag, edierte u. a. die Lautenwerke von Johann Sebastian Bach sowie alle neuen Werke von Hermann Ambrosius, Anton Stingl, Theodor Hlouschek und Emil Holz. 1950–1964 hatte er daselbst das 17-bändige Lehrwerk Das Gitarrespiel veröffentlicht, das zum Standardwerk vor allem in der DDR wurde. Es wurde zudem in West- und Osteuropa sowie den USA verlegt und erhielt höchste internationale Anerkennung.
Bruno Henze war 1915 bis 1978 als Gitarrenlehrer tätig und hat in diesen knapp 63 Jahren eine große Anzahl Solisten, Ensemblespieler, Dozenten und Gitarrenlehrer ausgebildet.

### Vorfahren und Familie
Bruno Henzes Urgroßeltern väterlicherseits lebten teilweise schon in Berlin: 1. Waldemar Louis Henze und Auguste Emilie Braun, 2. Karl August Rietdorff (1824–1850 Berlin, Schlosser) und Christiane Friederike Roßius. Die Großeltern väterlicherseits waren Otto Waldemar Henze (14. Dezember 1840 Berlin – 12. April 1900 Berlin, Maler) und Klara Anne Luise Pauline Rietdorff (14. November 1849 Berlin –  April 1936 Berlin).
Bruno Henzes Urgroßeltern mütterlicherseits stammten aus Mecklenburg bzw. Brandenburg: 1. Johann Joachim Christoph Baars (Februar 1802 – 18. Juli 1853) und Johanna Dorothea Sophie Peters (März 1803 – 28. November 1885), 2. Wilhelm Rohde und Caroline Friederike Rahe (13. Januar 1823 –  9. Mai 1917 Berlin). Die Großeltern mütterlicherseits waren Ernst Ludwig Christian Baars (25. August 1845 Rollenhagen – 12. Mai 1929 Berlin) und Louise Wilhelmine Amalie Rohde (31. März 1852 – 9. Mai 1917 Berlin).
Bruno Henze war verheiratet mit Erna Henze, geborene Hein (16. Januar 1898 – 2. Dezember 1981). Ihre gemeinsame Tochter Elke-Maria Henze, verheiratete Salomonsky (11. September 1937 – 20. Januar 2018) lernte als Kind auch Gitarre bei ihrem Vater. Ihr widmete er Stücke wie das Walzerintermezzo Elke-Maria sowie die beiden Suiten Tage der Kindheit und Märchenbilder. Ab 1950 lebte Bruno Henze von seiner Frau getrennt, ab 1953 lebte er mit Else Goguel (4. Oktober 1924 –  5. Juli 2017) zusammen.

## Bekannte Schüler
- Erich Bürger
- Hans-Lutz Niessen
- Dieter Rumstig
- Adalbert Quadt
- Yvonne Gaes (1926–1990)[30], Gitarristin, Gitarrenlehrerin, 1960–1963 Gitarristin und Solistin des Saarländischen Zupforchesters, 1970–1975 Dozentin am Musik-Seminar Elisabeth Güntzel in Wiesbaden
- Else Goguel (1924–2017)[31][32], Lebensgefährtin von Bruno Henze, Mezzosopranistin, Gitarristin, 1952–1954 Mitglied im Staatlichen Volkskunstensemble der DDR[33], 1955–2007 Gitarrenlehrerin, 1955–2004 Mitglied des Gitarrenensembles Bruno Henze
- Friedhelm Steltner (1930–2023),[34] Gitarrist, Komponist, 1978–1990 Hochschullehrer an der Hochschule für Musik „Hanns Eisler“ (Außenstelle Rostock)[35]
- Egon Puls (1934–2013),[36] Gitarrist, 1959–1968 Dozent am Konservatorium der Freien Hansestadt Bremen, 1968–1971 Dozent am Hamburger Konservatorium
- Hildegard Ehlert (1904–1979), Gitarristin, Gitarrenlehrerin, 1947–1969 Leiterin der Volksmusikschule Lübz (zuletzt als Außenstelle der Musikschule „Johann Matthias Sperger“ des Landkreises Ludwigslust-Parchim) in Mecklenburg
- Gerlind Ulrich (* 1941),[37] Gitarristin, 1957–1965 Mitglied des Gitarrenensembles Bruno Henze, 1968–2005 Lehrerin für Gitarre und Blockflöte an der Musikschule Hochsauerlandkreis, Ensembleleiterin
- Gerhard Ramlow (* 1940), Gitarrist, 1958–1965 kammermusikalisches Wirken mit Bruno Henze und Else Goguel in Berlin, 2005–2018 Duokonzerte mit Manfred Zeumer (Posaune) in Sachsen, Sachsen-Anhalt und Thüringen[38][39]
- Bernd Romahn (* 1944), Gitarrist, Lautenist, 1965–1982 Lehrauftrag an der Hochschule der Künste Berlin, Gitarren- und Lautenlehrer an der Musikschule Neukölln (1982–laufend)[40], als Lautenist Mitglied im Trio Gruppo Pacolini und im Duo Tonaparte
- Norbert Krämer (* 1945)[41], Gitarrist, Holztechniker, Autor (Spandau, Wolmirstedter Weg und Oh, schon wieder Weihnachten), 1977–2016 Gitarrenlehrer an der Kreismusikschule Nordfriesland
- Sylvia Schläger (* 1950), Gitarristin, Mitglied des Gitarrenensembles Bruno Henze (1961–1976, 1983–1998, 2015–laufend), seit 1967 Duo mit Hilmar Schläger, seit 2015 Mitglied im Gitarrenquartett und -quintett
- Hilmar Schläger (* 1948), Gitarrist, Mitglied des Gitarrenensembles Bruno Henze (1961–1976, 1983–1998, 2013–laufend), seit 1967 Duo mit Sylvia Schläger, seit 2013 Mitglied im Gitarrenquartett und -quintett
- Udo Hofschneider (* 1936), Gitarrist, Lautenist, 1963–1970 Mitglied des Gitarrenensembles Bruno Henze, Konstrukteur des Synlab Modular Synthesizer[42][43][44][45] Zusammenarbeit mit Siegfried Behrend auf dem Gebiet der Live-Elektronik
- Klaus-Dieter Roman (* 1948), Gitarrist, seit 1963 Mitglied des Gitarrenensembles Bruno Henze, Duopartner von Else Goguel (Mezzosopran), seit 2008 Mitglied im Gitarrentrio, -quartett und -quintett
- Karl-Heinz Lengner (* 1946), Gitarrist, Gitarrenlehrer, Arrangeur, 1985–1995 Lehrauftrag Musikdidaktik und Methodik an der Hochschule der Künste Berlin, 2003–2012 Leiter des Gitarrenensembles Bruno Henze[28]
- Robert Toussaint (* 1939), Gitarrist, 1964–1968 Mitglied des Gitarrenensembles Bruno Henze
- Uwe Siebert (* 1937), Gitarrist, seit 1964 Mitglied des Gitarrenensembles Bruno Henze, 2008–2019 Mitglied im Gitarrentrio, -quartett und -quintett als Spieler der Quintbassgitarre
- Klaus-Dieter Lubkoll (* 1940), Gitarrist, Gitarrenlehrer, 1964–2014 und 2016–2018 Mitglied des Gitarrenensembles Bruno Henze, 1979–1980 Leiter des Gitarrenspielkreises der Mittelstufe an der Musikschule Wedding
- Norbert Ulbrich (* 1944), Gitarrist (Klassik und Flamenco), 1965–1967 Mitglied des Gitarrenensembles Bruno Henze, Gitarrenbauer[46]
- Rainer Stelle (* 1953), Gitarrist, Gitarrenforscher[47], Autor, seit 1965 Mitglied des Gitarrenensembles Bruno Henze, Duopartner von Else Goguel, seit 2008 Mitglied im Gitarrentrio, -quartett und -quintett, seit 2015 Leiter des Gitarrenensembles Bruno Henze[28]
- Angelika Wilczewski-Jakob (* 1947), Gitarristin, 1966–1978 Mitglied des Gitarrenensembles Bruno Henze
- Christian Bänsch (1956–2016)[48], Gitarrist, Gitarrenlehrer, Komponist, Arrangeur, 1983–2003 Leiter des Gitarrenensembles Bruno Henze (damals unter dem Namen Gitarrenchor Wedding), 1989–1995 Mitglied im Duo à travers mit Ilja Karadjov (Flöte)
- Rolf Kaiser (* 1952), Gitarrist mit Schwerpunkt Neue Musik, 1970–1975 Mitglied des Gitarrenensembles Bruno Henze, Autor des Gitarrenlexikons (rororo Handbuch 6299, Rowohlt Taschenbuch Verlag, Reinbek bei Hamburg 1987, ISBN 3-499-16299-7)
- Christian Kühn (* 1953)[49], Gitarrist, 1969–1972 Mitglied des Gitarrenensembles Bruno Henze, Mitglied in der Gruppe KlezMischpoche und der Gruppe KiezKlezmer
- Peter Kuhz (* 1960)[50][51] Gitarrist, Komponist, Arrangeur, Gitarrenlehrer (u. a. am G.I.Z. – Gitarren-Institut Zehlendorf),[52] Zusammenarbeit mit der Deutschen Oper und dem Berliner Ensemble, Duo mit der Sängerin Esther Lorenz[53]

## Trivia
- Der Cantautore Domenico Modugno, der gerade den ersten Preis für sein Lied Nel blu dipunto di blu (Volare) beim Festival della Canzone Italiana di Sanremo gewonnen hatte, war im Jahre 1958 in Berlin für kurze Zeit Schüler von Bruno Henze.[54]

## Tonaufnahmen (Auswahl)
- Berliner Kammer-Mandolinenorchester, Dirigent: Bruno Henze
Deutsche Grammophon A 3205 BH8 Juventino Rosas: Über den Wellen (Sobre las olas), Walzer (1891), B 3207 BH8 Rudolf Herzer: Hoch Heidecksburg, Marsch, op. 10 (1912), Bestell-Nr. 1150 (1932)
- Berliner Kammer-Mandolinenorchester, Dirigent: Bruno Henze
Deutsche Grammophon A 5374 BD8 Émile Waldteufel: España, B 5375 BD8 Léo Delibes: Pizzicato Polka, Bestell-Nr. 1151
- Berliner Kammer-Mandolinenorchester, Dirigent: Bruno Henze
Deutsche Grammophon A 3208 2BH8 Clemens Schmalstich: Grotesker Marsch – Intermezzo, B 3210 BH8 Bruno Henze: Gavotte in A-Dur op. 16, Bestell-Nr. 1152
- Berliner Kammer-Mandolinenorchester, Dirigent: Bruno Henze
Deutsche Grammophon 5376 BD8 und 5377 BD8 Mit Laute und Fiedel (Marsch- und Wanderlieder-Potpourri), Teil 1 und 2 – Zusammenstellung: Willi Lautenschläger, Bearbeitung: Bruno Henze, Bestell-Nr.: C 1366 (1933)
- Berliner Kammer-Mandolinenorchester, Dirigent: Bruno Henze
Kristall A C6249 Lore, Lore, schön sind die Mädchen von 17, 18 Jahr – Marsch unter Benutzung einer Volksweise, Musik: Hermann Fürchtenicht (1902–?), Worte: Lindemann, arr. Bernhard Kutsch (1882–1951), B C6250 Hermann Männecke: Argonner Marsch (1932) – arr. Männecke nach dem Argonner Lied von Gordon, Bestell-Nr. 5121 (1934)
- Berliner Kammer-Mandolinenorchester, Dirigent: Bruno Henze
Imperial A KC 293932 Carl Zeller: Zeller-Melodien (1. Teil), B KC 29342 Carl Zeller: Zeller-Melodien (2. Teil), Bestell-Nr. 19272 (1942)
- Berliner Kammer-Mandolinenorchester, Dirigent: Bruno Henze
Imperial A KC 29482 Julius Fučík: Florentiner Marsch, op. 214, B KC 29483 Gerhard Winkler: Neapolitanisches Ständchen, Bestell-Nr. 19334 (März 1943) [Wiederveröffentlichung am 1. Juni 2006 auf dem französischen Label „Marianne Melodie“, Doppel-CD Fête au village sicilien et napolitain, beide Stücke auf der CD 2 als Nr. 11 und Nr. 16][55]
- Berliner Kammer-Mandolinenorchester, Dirigent: Bruno Henze
Imperial A KC 29484 Bruno Henze: Aus deutschen Gauen (Volksliederkantate 1. Teil), B KC 29485 Bruno Henze: Aus deutschen Gauen (Volksliederkantate 2. Teil), mit Quartettgesang, Bestell-Nr. 19273 (1943)
- Berliner Kammer-Mandolinenorchester, Dirigent: Bruno Henze
Kristall A K-C 29294 Bruno Henze: Dorfgeschichten, Potpourri, op.59 (Deutsche Volks- und Tanzweisen 1. Teil), B K-C 29295 Bruno Henze: Dorfgeschichten, Potpourri, op.59 (Deutsche Volks- und Tanzweisen 2. Teil), Bestell-Nr. 5242 (etwa Oktober 1942)
- Berliner Kammer-Mandolinenorchester, Dirigent: Bruno Henze
Kristall A K-C 29296 Bruno Henze: Elke-Maria, Walzerintermezzo, op.64, B K-C 29297 Clemens Schmalstich: Unterm Fenster (Pizzicato-Serenade, Intermezzo), Bestell-Nr. 5243 (etwa Oktober 1942)
- Hawaiian-Sextett, Bruno Henze
Telefunken Musikus M 6086 (29. Oktober 1934), A: Ludwig Schmidseder: Gitarren, spielt auf! (mit Tenor-Solo, Text: Ralph Maria Siegel), B: E.L. de Pressles: Hawaiian-Marsch
- Hawaiian-Sextett, Bruno Henze
Telefunken Musikus M 6161 (13. Mai 1935): A: 20211 E.L. de Pressles: Hawaiian-Marsch, B: 20816 Chas. E. King (Charles Edward King, 1874–1950): Insel meines Glücks

## Veröffentlichte Werke (Auswahl)

### Originalkompositionen

#### Gitarre solo
- Von der Bagatelle bis zur Sonate, hrsg. von Rainer Stelle, Joachim-Trekel-Musikverlag, T 6506, Hamburg 2014, Hardcover, ISBN 979-0-016-13021-1.
(Zehn Bagatellen, op. 139 - Spielbuch, op. 111 Nr. 1-3, 5, 6, 10-12 - Suite in a-Moll, op. 142 - Tanzsuite im alten Stil, op. 144 - Spielmusik in d-Moll, op.161 - Sonatine in A-Dur, op. 141 - Sonatine in h-Moll, op. 159 - Sonatine in D-Dur, op. 174 - Sonate in a-Moll, op. 152)
– eingespielt von Oliver Woog auf der CD "Bilder", 2002, Reata Label, RA 0177: Sonatine in D-Dur, op. 174[56]
– eingespielt von Volker Höh auf der CD Berliner Romantik, 2015, Naxos 8.551375: Passacaglia aus der Suite in a-Moll, op. 142, Tanzsuite im alten Stil, op. 144 und Spielmusik in d-Moll, op.161
- Reprint-Bibliothek Gitarre: Frühlings-Sonate, op. 26 - Gavotte, op.33 - Fantasie, op. 35 - Träumerei, op. 36, hrsg. von Volker Höh, Robert Lienau Musikverlag, RL 41200, Mainz 2016, ISBN 979-0-011-41200-8.
– eingespielt von Volker Höh auf der CD Berliner Romantik, 2015, Naxos 8.551375: Frühlings-Sonate, op. 26, Fantasie, op. 35 und Träumerei, op. 36
- Berliner Romantik, hrsg. von Volker Höh, Joachim-Trekel-Musikverlag, T 6636, Hamburg 2016, ISBN 979-0-016-13163-8.
(Serenade in e-Moll, op. 70 Nr. 3 - Allegro, ma non tanto, op. 133 Nr. 6 - Gondoliera, op. 19 - Capriccio in D-Dur, op. 21 - Walzer, op. 130 Nr. 1 - Melodische Etüden, op. 117 - Burleske Fantasie, op. 110 - Gotland-Suite, op. 163 - Carneval von Venedig, op. 14).
– eingespielt von Volker Höh auf der CD Berliner Romantik, 2015, Naxos 8.551375: Melodische Etüden, op. 117 Nr. 2 (Impromptu) und Nr. 3 (Agitato), Burleske Fantasie, op. 110 sowie Carneval von Venedig, op. 14
- „Ach, wie ist's möglich dann“ - Variationen über Liebe und Leben, hrsg. von Volker Höh, Joachim-Trekel-Musikverlag, T 6446, Hamburg 2011, T 6636, ISBN 979-0-016-12961-1.
(Variationen und Finale über das Volkslied „Ach, wie ist's möglich dann“, op. 95 - Sonatine in a-Moll, op. 164 - Variationen über ein eigenes Frühlingslied aus op. 128 „Frühlingsregen eintönig rinnt“, op. 129 - Variationen über ein eigenes Thema, op. 125)
– eingespielt von Volker Höh auf der CD Berliner Romantik, 2015, Naxos 8.551375: Variationen und Finale über das Volkslied „Ach, wie ist’s möglich dann“, op. 95, Sonatine in a-Moll, op. 164 und Variationen über ein eigenes Thema, op. 125
- Konzertante Spielmusik in fis-Moll, op. 106, in: Das Gitarrespiel, Heft 3, Friedrich Hofmeister Musikverlag, FH 4003, Leipzig 1951, ISBN 979-0-203-44003-1
– eingespielt von Volker Höh auf der CD SoloDuoTrioQuartett - Deutsche Gitarrenmusik, 2012, Naxos 8.551291
- Suite in cis-Moll, op. 107, in: Das Gitarrespiel, Heft 4, Friedrich Hofmeister Musikverlag, FH 4004, Leipzig 1952, ISBN 979-0-203-44004-8.
- Barcarole (Nr. 4) und Pastorale (Nr. 9) aus dem Spielbuch, op. 111, in: Das Gitarrespiel, Heft 9 (= Meisterstücke aus fünf Jahrhunderten, Heft 1), Friedrich Hofmeister Musikverlag, FH 3242, Leipzig 1951, ISBN 979-0-203-43242-5.
- Andante con espressione (Nr. 7) und Siciliano (Nr. 8) aus dem Spielbuch, op. 111, in: Das Gitarrespiel, Heft 10 (= Meisterstücke aus fünf Jahrhunderten, Heft 2), Friedrich Hofmeister Musikverlag, FH 3243, Leipzig 1963, ISBN 979-0-203-43243-5.

#### Zwei Gitarren
- Spielvariationen über „Komm, lieber Mai“ (W.A. Mozart, KV 596), op. 113, in: Das Gitarrespiel, Heft 13 (= Gitarren-Duos aus fünf Jahrhunderten), Friedrich Hofmeister Musikverlag, FH 4013, Leipzig 1953, ISBN 979-0-203-44013-0.
- Suite sentimentale, op. 119, hrsg. von Rainer Stelle, Joachim-Trekel-Musikverlag, T 6484, Hamburg 2012, ISBN 979-0-016-12997-0.
- Konzertante Spielmusik, op. 140, hrsg. von Rainer Stelle, Joachim-Trekel-Musikverlag, T 6754, Hamburg 2023, ISBN 979-0-016-14849-0.
- Herbst. Suite in a-Moll, op. 149, hrsg. von Rainer Stelle, Joachim-Trekel-Musikverlag, T 6756, Hamburg 2023, ISBN 979-0-016-14851-3.
- Suite in d-Moll, op. 153, hrsg. von Rainer Stelle, Joachim-Trekel-Musikverlag, T 6452, Hamburg 2012, ISBN 979-0-016-12966-6.
- Suite in h-Moll, op. 160, hrsg. von Rainer Stelle, Joachim-Trekel-Musikverlag, T 6453, Hamburg 2012, ISBN 979-0-016-12967-3.
- Gotland-Suite, op. 163, hrsg. von Rainer Stelle, Joachim-Trekel-Musikverlag, T 6757, Hamburg 2023, ISBN 979-0-016-14852-0.
- Suite in D-Dur, op. 169, hrsg. von Rainer Stelle, Joachim-Trekel-Musikverlag, T 6758, Hamburg 2023, ISBN 979-0-016-14853-7.

#### Drei Gitarren oder Gitarrenensemble
- Suite in d-Moll, op. 100, für Terz-, Prim- und Quintbassgitarre, hrsg. von Johannes Tappert, Joachim-Trekel-Musikverlag, T 5212, Hamburg 2022, ISBN 979-0-016-14703-5.
– eingespielt vom „cantomano Trio“ Christopher Esch, Stefan Gymsa und Sebastian Schubert auf der CD SoloDuoTrioQuartett - Deutsche Gitarrenmusik, 2012, Naxos 8.551291.
- Burleske Fantasie, op. 110, für Terz-, Prim- und Quintbassgitarre, hrsg. von Johannes Tappert, Joachim-Trekel-Musikverlag, T 5213, Hamburg 2022, ISBN 979-0-016-14662-5.
- Spielmusik in a-Moll, op.137, hrsg. von Rainer Stelle, Joachim-Trekel-Musikverlag, T 5142, Hamburg 2012, ISBN 979-0-016-11856-1.
- Suite in E-Dur, op. 143, hrsg. von Rainer Stelle, Joachim-Trekel-Musikverlag, T 5255, Hamburg 2023, ISBN 979-0-016-14843-8.
- Suite in D-Dur, op. 148, hrsg. von Rainer Stelle, Joachim-Trekel-Musikverlag, T 5256, Hamburg 2023, ISBN 979-0-016-14844-5.
- Suite in a-Moll, op. 150, hrsg. von Rainer Stelle, Joachim-Trekel-Musikverlag, T 5116, Hamburg 2011, ISBN 979-0-016-11771-7.
- Suite in C-Dur, op. 151, hrsg. von Siegfried Behrend, Gitarrenmusik für die Jugend Nr. 29, Musikverlag Zimmermann, ZM 22880, Erzhausen 1982, ISBN 979-0-010-22880-8.
- Zwei Suiten: Suite in A-Dur, op. 154 und Tanzsuite, op. 168, Musikverlag Zimmermann, ZM 31020, Erzhausen 1995, ISBN 979-0-010-31020-6.
- Suite in h-Moll, op. 155, hrsg. von Rainer Stelle, Joachim-Trekel-Musikverlag, T 5117, Hamburg 2011, ISBN 979-0-016-11772-4.
- Suite in E-Dur, op. 156, hrsg. von Rainer Stelle, Joachim-Trekel-Musikverlag, T 5257, Hamburg 2023, ISBN 979-0-016-14845-2.
- Spielmusik in a-Moll, op. 158, hrsg. von Rainer Stelle, Joachim-Trekel-Musikverlag, T 5118, Hamburg 2011, ISBN 979-0-016-11776-2.
- Spielmusik in E-Dur, op. 162, hrsg. von Rainer Stelle, Joachim-Trekel-Musikverlag, T 5143, Hamburg 2012, ISBN 979-0-016-11857-8.
- Gotland-Suite, op. 163, hrsg. von Rainer Stelle, Joachim-Trekel-Musikverlag, T 530, Hamburg 1988, ISBN 979-0-016-12291-9.
- Suite in a-Moll, op. 166, hrsg. von Rainer Stelle, Joachim-Trekel-Musikverlag, T 5258, Hamburg 2023, ISBN 979-0-016-14846-9.
- Norwegische Volksmelodien, hrsg. von Rainer Stelle, Joachim-Trekel-Musikverlag, T 597, Hamburg 2003, ISBN 979-0-016-12472-2.
– eingespielt vom Gitarrenchor Wedding, Leitung Christian Bänsch: SFB-Rundfunkaufnahme vom 16. Dezember 1988, gesendet am 12. Oktober 1989.[57]

#### Gesang und Gitarre
- Was ist ein Jahr? (Worte: Anneliese Scherf-Clavel, Bruno Henze, Susanne Kerckhoff, Hildegard Maria Rauchfuß, Karl Stieler, Hans Lorbeer), hrsg. von Rainer Stelle, Joachim-Trekel-Musikverlag, T 6507, Hamburg 2014, Hardcover, ISBN 979-0-01613022-8.
(Was ist ein Jahr? op. 182 - Sommertage, op. 126 - Zwei Lieder (Herbst, Blätter), op. 127 - Herbsttage im Vogtland, op. 134 - Weihnachtszeit, op. 123 - Weihnachtslieder, op. 120 Nr. 1-4).
- Berliner Bilder, op. 114 (Worte: Arnold Bormann), hrsg. von Rainer Stelle, Joachim-Trekel-Musikverlag, T 6254, Hamburg 2007, ISBN 979-0-01612754-9.
(Ich liebe jeden Pflasterstein in der großen Stadt - Wie hab` ich dich so sehr vermisst, du Stadt voll Lust und Leid - Die frechen Spatzen von Berlin - Es schwimmt das Fischlein in der Spree - Was für ein Leben, was für ein Streben mitten im Sande der Mark).
- Der Bratapfel, op. 120 Nr. 5, in: Sterne über stillen Straßen. Neue Lieder zur Weihnacht mit Gitarresätzen, hrsg. von Bruno Henze, Friedrich Hofmeister Musikverlag, FH 2668, Leipzig 1962, ISBN 979-0-20342668-4.
- Fliegt der erste Morgenstrahl. Drei Liederzyklen: 1. Zwei Eichendorff-Lieder op. 173 Worte (Joseph von Eichendorff), 2. Die Tageszeiten op. 178 (Worte: Bruno Henze), 3. Vier Gotland-Lieder op. 171 (Worte: Bruno Henze), hrsg. von Rainer Stelle, Joachim-Trekel-Musikverlag, T 6761, Hamburg 2023, ISBN 979-0-016-00019-4.

#### Zupforchester
- Sinfonie in A-Dur, op. 38, für Zupforchester (mit Flöte, Oboe, Fagott, Klarinette; Schlagzeug ad lib.), Volksmusikverlag Hans Ragotzky, R 97, Berlin 1930; 1968 übernommen vom Joachim-Trekel-Musikverlag, ISBN 979-0-016-09491-9.
- Russische Rhapsodie Nr. 1, op. 49, für Zupforchester (mit Flöte, Oboe, Fagott, Horn, Schlagzeug, Kontrabass ad lib.), Volksmusikverlag Hans Ragotzky, R 98, Berlin 1930; 1968 übernommen vom Joachim-Trekel-Musikverlag, ISBN 979-0-016-09573-2.
– eingespielt vom Siegener Mandolinen- und Gitarren-Orchester e. V. (Leitung Gerd Schreiner) auf der CD „Frühjahrskonzert 2006“ (Track 12, j. b. music Jürgen Bruch)
- Paraphrase über das Wiegenlied „Schlafe, mein Prinzchen“ (Bernhard Fließ), op. 52, für Zupforchester und Gesang (mit Flöte, Oboe, Klarinette, Horn, Pauke, Kontrabass ad lib.), Volksmusikverlag Hans Ragotzky, R 129, Berlin 1930; 1968 übernommen vom Joachim-Trekel-Musikverlag, ISBN 979-0-016-02103-8.
 – eingespielt vom Mandolinenorchester „Niedtal“ Siersburg (Leitung Siegfried Fisch) auf der CD „Traumreise“ (Track 4, Leico 8489)[58]
- Variationen über das Volkslied „Feinsliebchen, du sollst mir nicht barfuß gehen“, op. 54, für Zupforchester (mit Flöte, Oboe, Klarinette, Horn, Schlagzeug, Kontrabass ad lib.), Volksmusikverlag Hans Ragotzky, R 137, Berlin 1932; 1968 übernommen vom Joachim-Trekel-Musikverlag, ISBN 979-0-016-02185-4
- Variationen über „Ach, wie ist's möglich dann“, op. 95, für Zupforchester (mit Kontrabass), Volksmusikverlag Hans Ragotzky, R 252, Berlin 1955; 1968 übernommen vom Joachim-Trekel-Musikverlag, ISBN 979-0-016-02782-5.

### Bearbeitungen

#### Drei Gitarren oder Gitarrenensemble
- Richard Göhle: Suite in C-Dur (1958), für Terz-, Prim- und Quintbassgitarre, revidiert von Bruno Henze, hrsg. von Rainer Stelle, Joachim-Trekel-Musikverlag, T 5259, Hamburg 2023, ISBN 979-0-016-14847-6.
- Theodor Hlouschek: Serenade (1961), revidiert von Bruno Henze, hrsg. von Rainer Stelle, Joachim-Trekel-Musikverlag, T 5240, Hamburg 2020, ISBN 979-0-016-12262-9.
- Lieder und Tänze der Völker (Frankreich, Polen, China, Griechenland, Mexiko, Spanien, Ukraine), hrsg. von Rainer Stelle, Joachim-Trekel-Musikverlag, T 5238, Hamburg 2020, ISBN 979-0-016-12250-6.
- Girolamo Frescobaldi: Tanzstücke (Balletto I und 10 Correnten), Musikverlag Zimmermann, ZM 17640, Erzhausen 1967, ISBN 979-0-010-17640-6.
– eingespielt vom Gitarrenchor Wedding, Leitung Christian Bänsch: Balletto I sowie Correnten Nr. 3 und 4: SFB-Rundfunkaufnahme vom 16. Dezember 1988, gesendet am 12. Oktober 1989.[57]
- 6 Volkstänze (Bauernhochzeit, Walz-Quadrille, Bohnenpott, Kegel, Dreitritt, Bammelröckchen), hrsg. von Siegfried Behrend, Ries & Erler, RE 30015, Berlin 1960, ISBN 979-0-013-30015-0.
- Sätze alter Meister (Hans Judenkönig, Fabritio Caroso, Jean-Baptiste Besard, Anonymus), hrsg. von Siegfried Behrend, Ries & Erler, RE 30016, Berlin 1960, ISBN 979-0-013-30016-7.

#### Melodieinstrument und Gitarre
- Georg Friedrich Händel: Alte Zupfmusik (Menuett mit Variationen, Courante für Mandoline und Gitarre, Chaconne für zwei Mandolinen und Gitarre), Friedrich Hofmeister Musikverlag, Leipzig 1954; Joachim-Trekel-Musikverlag, T 0648, Hamburg 1984, ISBN 979-0-016-10208-9.
- Wolfgang Amadeus Mozart: Sechs Deutsche Tänze, KV 536 (1784), für Mandoline (Violine) und Gitarre, Friedrich Hofmeister Musikverlag, Leipzig 1958; Joachim-Trekel-Musikverlag, T 0649, Hamburg 1984, ISBN 979-0-016-10209-6.
- Volkslieder und -tänze aus aller Welt für Mandoline (Violine/Flöte/Klarinette/Oktavgitarre) und Gitarre, Heft 1 (Deutschland, Schweden, England, Schottland, Frankreich, Spanien), Musikverlag Zimmermann, ZM 18430, Erzhausen 1970, ISBN 979-0-010-18430-2.
Volkslieder und -tänze aus aller Welt für Mandoline (Violine/Flöte/Klarinette/Oktavgitarre) und Gitarre, Heft 2 (Italien, Griechenland, Ägäis, Ungarn, Bulgarien, Polen, China, Japan), Musikverlag Zimmermann, ZM 18440, Erzhausen 1970, ISBN 979-0-010-18440-1.
Volkslieder und -tänze aus aller Welt für Mandoline (Violine/Flöte/Klarinette/Oktavgitarre) und Gitarre, Heft 3 (Haiti, Russland, Finnland, Amerika, Mexiko), Musikverlag Zimmermann, ZM 18450, Erzhausen 1970, ISBN 979-0-010-18450-0.

#### Zupforchester
- Mecklenburgische Volkstänze, für Zupforchester, Friedrich Hofmeister Musikverlag, Leipzig 1951; Joachim-Trekel-Musikverlag, R 744, Hamburg 2011, ISBN 979-0-016-04724-3.
- Norddeutsche Volkstänze, für Zupforchester und Akkordeon ad lib., Friedrich Hofmeister Verlag, Leipzig 1953; Joachim-Trekel-Musikverlag, R 704, Hamburg 1984, ISBN 979-0-016-04453-2.
- Lautenmusik des 16.–18. Jahrhunderts (de Fuenllana, Molinaro, Anonymus, Losy, J. S. Bach), für Zupforchester, Friedrich Hofmeister Musikverlag, Leipzig 1953; Joachim-Trekel-Musikverlag, R 436, Hamburg 1984, ISBN 979-0-016-04001-5.
- Johann Christoph Pez: Vier Sätze aus dem „Concerto Pastorale“, für 2 Flöten (Altblockflöten) und Zupforchester, Friedrich Hofmeister Musikverlag, Leipzig 1951; Joachim-Trekel-Musikverlag, R 964, Hamburg 1996, ISBN 979-0-016-09433-9.
- Carl Kohaut: Divertimernto in B-Dur (1761), für Zupfquintett oder Kammer-Zupforchester, Friedrich Hofmeister Musikverlag, Leipzig 1953; Joachim-Trekel-Musikverlag, R 9180, Hamburg 2007, ISBN 979-0-016-06163-8.
- Joseph Haydn: Quartett in D-Dur (Hob III 8), für Zupfquintett oder Kammer-Zupforchester, Friedrich Hofmeister Musikverlag, Leipzig 1953; Joachim-Trekel-Musikverlag, R 9181, Hamburg 2007, ISBN 979-0-016-06169-0.

### Herausgaben
- Italienische Meister der Gitarre um 1800, für Gitarre solo, Friedrich Hofmeister Musikverlag, FH 2673, Leipzig 1959, ISBN 979-0-203-42673-8.
(Ferdinando Carulli: Sonate in C-Dur, op.81 Nr. 1, Variationen über ein italienisches Lied; Francesco Molino: Sonate in D-Dur, op. 6 Nr. 1, Fantasie in D-Dur, op. 13 Nr.1; Mauro Giuliani: Sonate in G-Dur, op. 96 Nr. 2, Thema und Variationen aus der Rossiniana Nr. 3, op. 121; Luigi Legnani: Scherzo mit Variationen, op. 10, Allegro, op. 20 Nr. 15; Matteo Carcassi: Sonatine in C-Dur, op. 1 Nr. 1, Variationen über ein italienisches Lied. op. 9 Nr. 1).
- Simon Molitor: Sonate in C-Dur, op. 11, für Gitarre solo, Friedrich Hofmeister Musikverlag, FH 2757, Leipzig 1959, ISBN 979-0-203-42757-5.
- Francesco Molino: Nocturno, op. 37, für Violine (Flöte) und Gitarre, Musikverlag Zimmermann, ZM 17230, Erzhausen 1967, ISBN 979-0-010-17230-9.

### Schriften
- Die Gitarre und ihre Meister des 18. und 19. Jahrhunderts. Verlag Adolf Köster, Berlin 1920.
- Das Zupforchester. Sein Auf- und Ausbau. Mit 50 Partiturbeispielen aus klassischen Bearbeitungen und moderner Originalliteratur. Friedrich Hofmeister Musikverlag, W 13, Leipzig 1952.
- Mauro Giuliani. Biographische Notizen (mit Werkverzeichnis). In: Der Gitarrefreund, Nr. 5/6 1955 S. 2–4; Nr. 7/8 1955 S. 2–4; Nr. 1/2 1956 S. 2–5, München 1955–1956.
- Die Methode des Mandolinenspiels zur Zeit des Pietro Denis. In: 2. Deutsche Volksmusiktage Halle 19. bis 22. April 1957, Festschrift S. 35–37.
- Neuzeitliche Musik für die Gitarre. In: Der Gitarrefreund, Nr. 4/5 S. 5–8, München 1959.
- Ein Leben für den Gitarrenbau. Hermann Richard Jacob. In: Der Gitarrefreund, Nr. 5/6/7 S. 11–13, München 1960.

## Ehrungen
- 1953: Grande Diploma d'Onore [Großes Ehrendiplom] der Unione Chitarristica Internazionale und der Società Chitarristica Modenese „Ivano Ferrari“
- 1991: Berliner Gedenktafel an dem Gebäude Yorckstraße 63, 10965 Berlin (Berlin-Kreuzberg), in dem er 1959–1978 zusammen mit seiner Lebensgefährtin Else Goguel wohnte